# Wie ich Detektiv wurde
Wie ich Detektiv wurde ist ein Kriminalfilm von 1916 der Filmreihe Joe Deebs.

## Handlung
Joe Deebs erklärt seinen Freunden, wie er Detektiv wurde. Kurz darauf wird seine Braut unter dem Verdacht verhaftet, ihren leiblichen Vater, der lange weg war, ermordet zu haben. Der Mann ihrer Mutter ist nur ihr Stiefvater. Um sie aus diesem Verdacht zu befreien, wendet sich Deebs diesem Fall unverzüglich zu. Er findet heraus, dass dem Toten ein Holzbild gestohlen wurde. Ein kleiner Hund bringt Deebs auf die Spur eines Zirkusartisten. Als Clown getarnt, wird Deebs dennoch vom Verdächtigen erkannt und in einen Keller eingesperrt. Trotz eines Brandes, der ausbricht, wird Deebs gerettet und der Mörder verhaftet. Seine Braut aber, die ihm helfen wollte, stirbt im Feuer.

## Hintergrund
Der Film hat eine Länge von vier Akten. Produziert wurde er von May-Film GmbH (Berlin). Gedreht wurde im August und September 1916 im Zirkus Busch in Berlin. Während der Dreharbeiten kam es zu einem Brand im Zirkus. Die Zensur durchlief der Film im August 1916, die Uraufführung fand im Oktober 1916 oder am 3. November 1916 in Berlin im Tauentzienpalast statt.
Die Polizei München erlaubte keine Ankündigung als Detektivfilm (Nr. 22510, 2511, 22512, 22513).

## Aufführung
In Leipzig avisierten die Vereinigten Lichtspiel-Theater Königs-Pavillon, Promenadenstr. 8, und Kasino Lichtspiele, Neumarkt, im Leipziger Tageblatt Nr. 555 vom 31. Oktober 1916 die Aufführung von „Wie ich Detektiv wurde - Ein Abenteuer des Detektivs Joe Deebs“.
Die L.T. Lichtspiele Tivoli in der Gr.[oßen] Diesdorfer Straße 219 zu Magdeburg warben in einer Anzeige in der Magdeburger Volksstimme Nr. 7 vom Freitag, den 9. Januar 1920 für die Aufführung von „Wie ich Detektiv wurde... Spannendes Drama in 4 Akten. Joe Deebs – Harry Liedtke“ im Beiprogramm zu „Eine tolle Kiste, lustige Liebesgeschichte in 5 Akten, Hauptdarsteller: Hilde Wolter – Karl Beckersachs“. Dazu der Hinweis: „Das Theater ist gut geheizt.“